# 성은령
성은령(成銀玲, 1992년 4월 14일~)은 대한민국의 은퇴한 루지 선수이다. 2014년과 2018년 동계 올림픽에 대한민국 국가대표로 참가하였다.

## 학력
- 동우여자고등학교 졸업
- 용인대학교 졸업